# Metalasia rhoderoides
Metalasia rhoderoides là một loài thực vật có hoa trong họ Cúc. Loài này được T.M.Salter mô tả khoa học đầu tiên năm 1946.